# Staropramen

Staropramen seit 1869

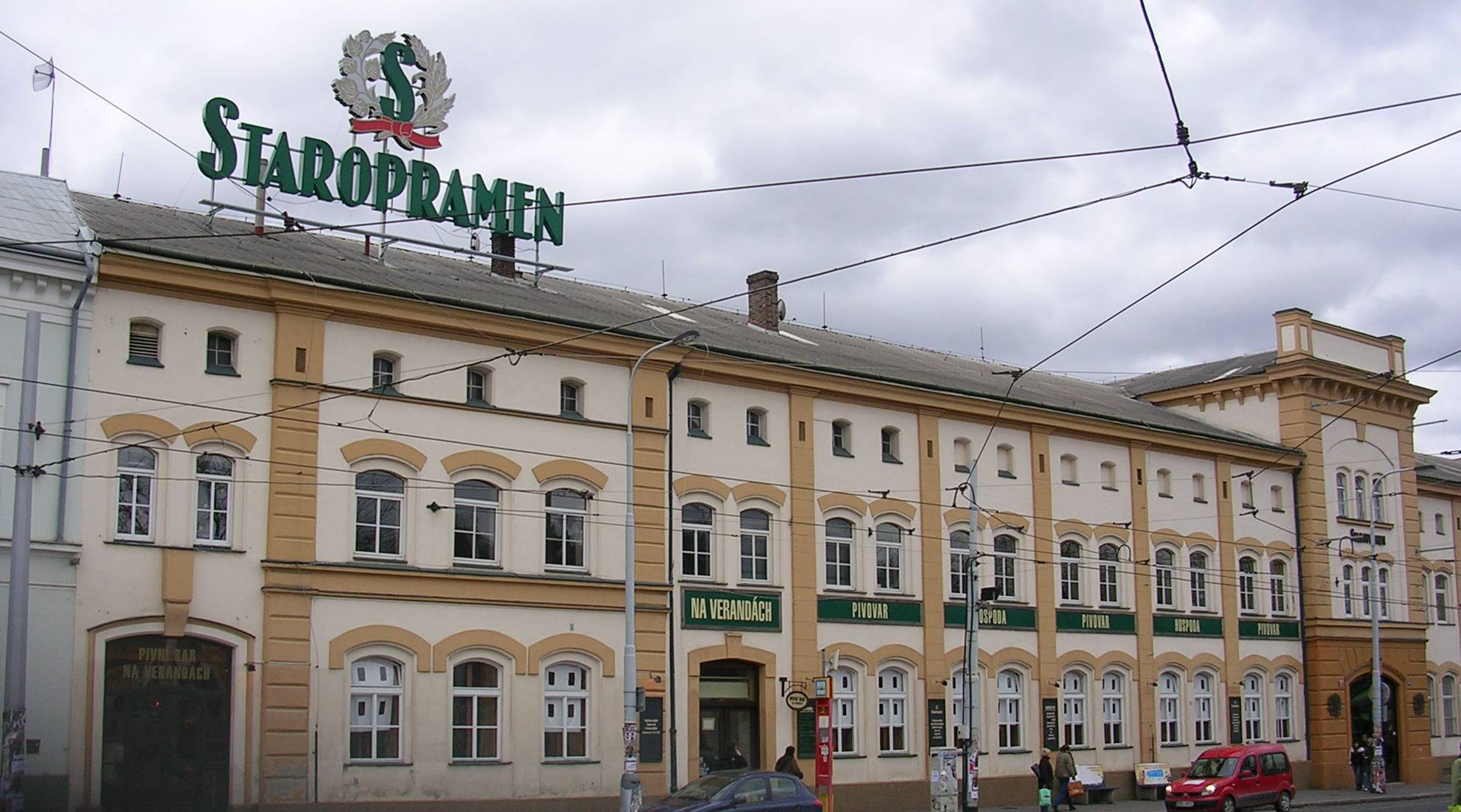
Die Fassade des Staropramen-Gebäudes in Prag-Smíchov

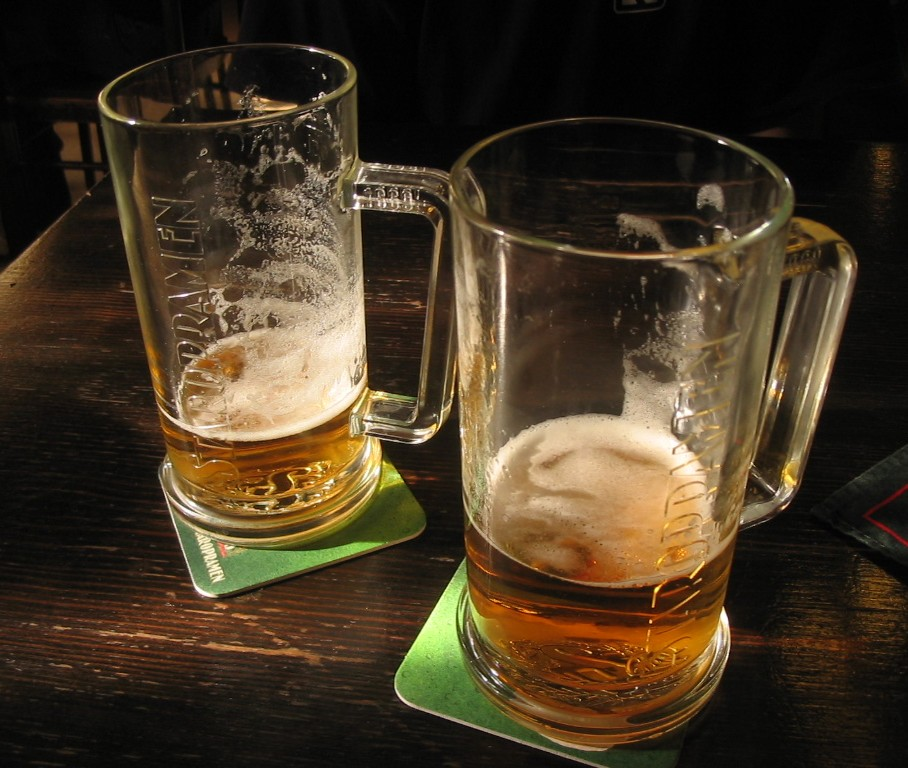
Traditionelles Staropramen in Originalgläsern

Staropramen ist eine Biermarke und mit einem Ausstoß von über 3 Mio. hl pro Jahr die zweitgrößte tschechische Brauerei.

## Geschichte
Die Brauerei wurde 1869 als Aktienbrauerei am Smichow (heute in Prag 5) gegründet, wo eine moderne Brauanlage nach Plänen des Ingenieurs Gustav Noback errichtet wurde. Ab 1871 wurde Bier gebraut und vertrieben, 1911 wurde der Markenname „Staropramen“ (wörtlich „Alte Quelle“) registriert. František Tichý, ein Künstler der tschechischen Avantgarde, entwarf das Logo für die Brauerei. Nach dem Zweiten Weltkrieg wurde der Betrieb beschlagnahmt und verstaatlicht, 1989 nach dem Zusammenbruch des Ostblocks mit ausländischem Investitionskapital zu einer Aktiengesellschaft umgewandelt.
1992 wurde die Gesellschaft Pražské pivovary gegründet, die sich später – nach ihrer Hauptmarke – in Pivovary Staropramen umbenannte. Ab 1993 war der britische Konzern Bass mit 80 Prozent Mehrheitsaktionär. Bass wurde 2000 selbst von InBev übernommen. Im Dezember 2009 verkaufte AB InBev Teile des Brauereigeschäfts in Mittel- und Osteuropa an die Private-Equity-Gesellschaft CVC Capital Partners, welche die daraus entstehende Gruppe StarBev nannte. In einigen Ländern, darunter Deutschland, hat sich AB InBev das Recht vorbehalten, Staropramen selber brauen und vertreiben zu dürfen. 2012 wurde StarBev wiederum vom nordamerikanischen Brauereikonzern Molson Coors übernommen. Heute ist die Brauerei im Prager Stadtteil Smíchov Sitz der Molson Coors Europe. Mitte 2019 übernahm die Brauerei Staropramen 89 % der Anteile an der Brauerei Pardubický.
Bereits 1884 exportierte Staropramen bis in die USA, nach dem Zweiten Weltkrieg konnte das Exportgeschäft wegen fehlender Rohstoffe erst wieder zu Beginn der 1950er Jahre aufgenommen werden. Die Staropramen Exportgesellschaft ist heute der drittgrößte tschechische Bierexporteur, der seine Hauptmarke in 37 Ländern, hauptsächlich Amerika und die Europäische Union, verkauft.

## Marken
In Tschechien erhältlich:
Marke Staropramen
- Staropramen Světlý – Helles Schankbier (10° - desítka) mit 4,0 % Alkohol
- Staropramen 11 – Helles Lagerbier (11° - jedenáctka) mit 4,7 % Alkohol
- Staropramen Ležák – Helles Lagerbier (12° - dvanáctka) mit 5,0 % Alkohol
- Staropramen Černý Ležák – Schwarzes Lagerbier (12° - tmavá dvanáctka) mit 4,4 % Alkohol
- Staropramen Granát – Dunkleres Lagerbier (14° - čtrnáctka) mit 5,0 % Alkohol
- Staropramen Nealko – Helles alkoholfreies Bier mit max. 0,5 % Alkohol
- Staropramen Nefiltrovaný – ungefiltertes helles Lagerbier gebraut mit Weizenmalz unter Zusatz von Apfel-Extrakt mit 5,0 % Alkohol
- Déčko – Helles Diätbier mit 4,0 % Alkohol

Andere Marken
- Braník
- Velvet
- Ostravar
- Stella Artois
- Hoegaarden White
- Leffe bruin
- Sládkův Měšťan
- Vratislav

In Deutschland erhältlich:
- Staropramen Premium – ein Lagerbier mit 5,0 % Alkohol
- Staropramen Dark – ein Dunkelbier nach bayrischer Art mit 4,4 % Alkohol

Laut Etikett wird das in Deutschland verkaufte Staropramen in Deutschland gebraut und vertrieben durch die GIB Gesellschaft für Importbiere und Bierspezialitäten mbH, einem Unternehmen der Radeberger Gruppe.